# Túnel Punta Olímpica
El túnel Punta Olímpica es un paso vehicular trasandino, de alta montaña, localizado en la Cordillera Blanca, región Áncash, Perú. Enlaza las subregiones geográficas del Callejón de Huaylas y la Zona de los Conchucos atravesando el pico Punta Olímpica del macizo montañoso Ulta, entre las provincias de Asunción y Carhuaz.
Con una longitud de 1.384 metros, es el segundo túnel vehicular perforado en roca más largo del Perú, y por ubicarse a 4.736 m s. n. m. es el túnel a mayor altitud del continente americano y el 6° túnel a mayor altitud del mundo, superado por los túneles que recorren el Tíbet en China.—ostentó la marca del túnel a mayor altitud entre 2013 y 2019—.
Su perforación se inició el 15 de mayo de 2012 y finalizó el 24 de febrero de 2013, siendo inaugurado en agosto del mismo año junto al asfaltado de la Ruta Departamental AN-107, una de las vías transversales de la región Áncash, que une las capitales provinciales de Carhuaz, Chacas y San Luis en un recorrido de 100 km. 

## Toponimia
La montaña fue bautizada en agosto de 1936 con el nombre de «Punta Olímpica», en honor a la victoria de la selección peruana de fútbol sobre la selección de Austria (4-2) en las Olimpiadas de Berlín de 1936, durante el régimen de Adolfo Hitler.

## Historia

### Exploración
La zona fue explorada por primera vez entre el 7 y 9 de agosto de 1936 por una expedición de jóvenes chacasinos encargados de estudiar la ruta por donde se planeaba construir la carretera Chacas - Carhuaz. Conformaron aquella campaña: Enrique Amez Castillo, Nadal Amez Espinoza, Wilfredo Amez Hoke, Serafín Conroy Chenda, Juan Falcón, Alberto Fortuna, Gustavo Loli y Tomás Roca Vidal. Los jóvenes alcanzaron una garganta localizada a 5.080 m s. n. m. entre los macizos Ulta (6.122 m s. n. m.) y Contrahierbas (5.786 m s. n. m.) a la que bautizaron como «Punta Olímpica», en honor a la victoria de Perú sobre Austria en los Juegos Olímpicos de Berlín 1936.

### Primer túnel 1984-1987
Durante la construcción de la carretera Chacas-Carhuaz en la década de 1970, se consideró la construcción de un túnel de 500 metros que atravesaría la Cordillera Blanca a 4.800 m s. n. m., por lo que, en 1980, los pobladores de Chacas iniciaron la perforación del túnel emplazado en las faldas del paso Punta Olímpica. El túnel fue inaugurado en 1984, sin embargo, debido a constantes obstrucciones de tránsito ocasionadas por avalanchas y deslizamientos de roca, se selló en 1987 y se construyó un tajo abierto 50 metros cuesta arriba, este tajo fue utilizado durante casi 30 años hasta la inauguración del túnel moderno en 2013.

### Túnel actual
Las gestiones para la construcción del túnel actual se remontan al año 1999, con la conformación del “Comité pro-túnel Punta Olímpica”  por un reducido grupo de ciudadanos chacasinos —liderados por José Zaragoza y Helí Noriega y el sacerdote Ugo de Censi—, tras 10 años de gestiones, el proyecto fue concesionado a la constructora brasileña Odebrecht en 2011, con financiamiento completo del Gobierno Regional de Áncash gracias al canon minero.
El túnel es de sección 7.45 m x 6.5 m y consta de 2 carriles con una pendiente de 5% en dirección Noroeste - Sureste, con pavimento rígido, canaletas de drenaje y un falso techo construido bajo el método austríaco, que consiste en sostener las rocas mediante barrenos, pernos, mallas y anclajes, que a la vez recepcionan las aguas de filtraciones subterráneas. Para la construcción del túnel se emplearon dos máquinas perforadoras Jumbo (uno por cada boca) mediante el método de voladura controlada (smothblasting) para no impactar demasiado en el macizo rocoso. Fue inaugurado y puesto en funcionamiento en agosto de 2013.

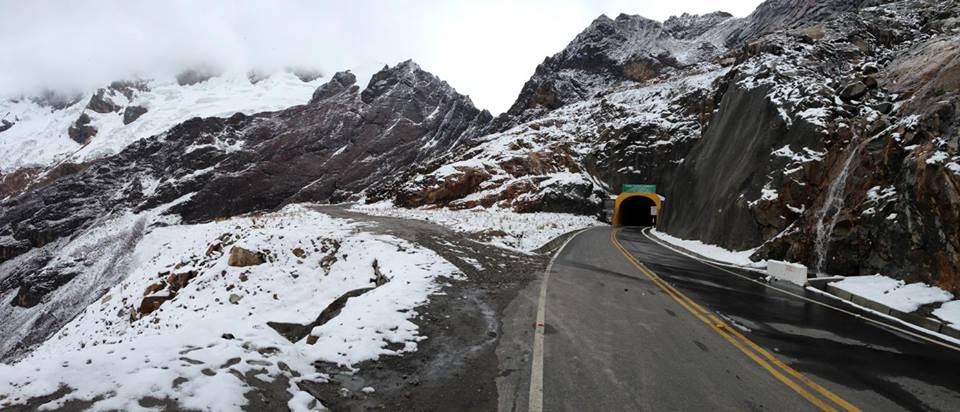
Entrada oeste en las faldas del pico Punta Olímpica. La depresión en "V" es el tajo abierto ubicado a 4890 m s. n. m. por el que se circuló durante casi 40 años.

## Entorno natural

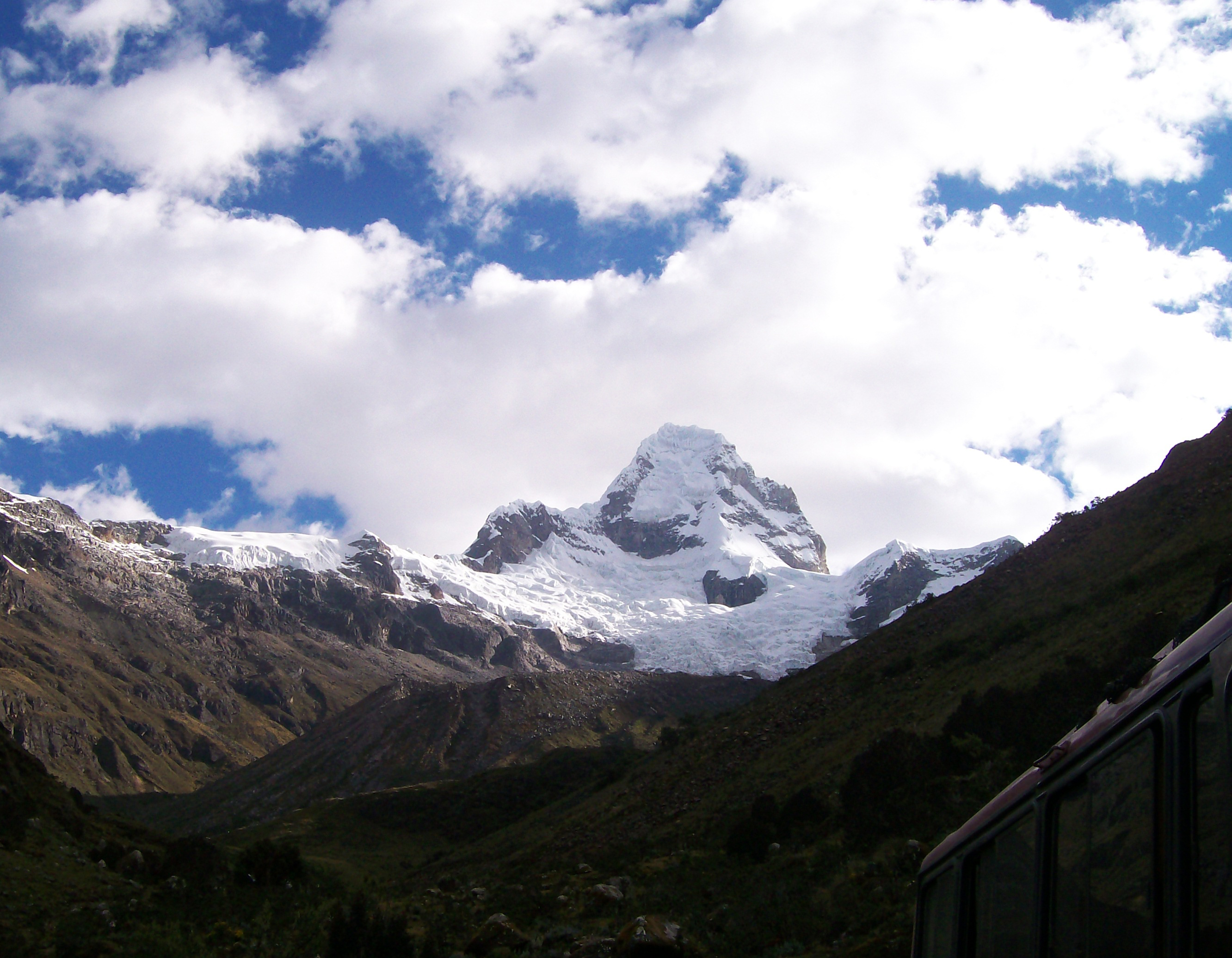
El túnel atraviesa el lado norte del nevado Ulta (5875 m s. n. m.).

La montaña donde se ubica el túnel, destaca por su belleza natural al estar ubicada en el corazón del parque nacional Huascarán y por interconectar dos quebradas rodeadas de imponentes montañas y lagunas
- Quebrada Ulta: Ubicada en el lado de Carhuaz, está rodeada por las montañas Huascarán, Contrahierbas, Chopicalqui y Ulta, todas estas pueden ser divisadas desde el túnel.
- Laguna Chacllacocha: Ubicada sobre los 4100 m s. n. m., a 30 minutos de caminata.
- Laguna Pacllash: Ubicada sobre los 4350 m s. n. m., a 2 horas de caminata
- Quebrada Potaca: Ubicada en el lado de Chacas, destacan los picos Ulta y Contrahierbas.
- Laguna Sulla: Ubicada sobre los 4600, a pocos minutos del túnel.
- Laguna Cancaragá: Ubicada también sobre los 4600 m s. n. m., a 10 minutos del túnel.
- Laguna Yanarraju: Localizada a 4150 m s. n. m., a 30 minutos de la carretera.
- Laguna Torococha: Sobre los 4200 m s. n. m., al costado de la carretera.

## Marcas
- Túnel vehicular a mayor altitud del mundo (2013-2019)
- Túnel vehicular continuo en roca más largo del Perú, secundado por el Túnel Yanango.
- Túnel vehicular más largo del Perú entre 2013 y 2018, hasta la apertura del Túnel Línea Amarilla.
- 6° túnel a mayor altitud del mundo (2019-actualidad)